# Белічко Юрій Васильович
Юрій Васильович Белі́чко (нар. 5 серпня 1932, Харків — пом. 12 червня 2010, Київ) — український мистецтвознавець, кандидат мистецтвознавства з 1964 року, професор з 1995 року; член Спілки радянських художників України з 1964 року. Заслужений діяч мистецтв України з 1994 року. Батько мистецтвознавця Наталії Белічко.

## Біографія
Народився 5 серпня 1932 року у місті Харкові (нині Україна). 1957 року закінчив Інститут живопису, скульптури й архітектури в Ленінграді, де його викладачами були зокрема Анна Чубова та Йосип Бродський.
Протягом 1959—1964 років працював у Академії будівництва і архітектури УРСР; з 1965 року — у відділі образотворчого мистецтва Інституту мистецтвознавства, фольклористики та етнології АН УРСР. 
У 1974—1985 роках — завідувач кафедри теорії і історії мистецтв (доцент з 1978 року), у 1985—1990 роках — декан факультету теорії та історії мистецтв і реставраційного відділення, з 1995 року — професор Національної академії образотворчого мистецтва і архітектури.
Жив у Києві, в будинку на вулиці Малій Китаївській, № 68 б, квартира 1, потім в будинку на проспекті Науки, № 35, корпус 4, квартира 26. Помер у Києві 12 червня 2010 року.

## Наукова діяльність
Працював в галузі мистецтвознавства та художньої критики. Досліджував творчість українських митців XIX–XX століть, а також характерні особливості розвитку українського малярства XX століття. Автор понад 150 наукових праць та статей з питань українського образотворчого мистецтва, зокрема живопису, книжкової графіки та народної творчості. Серед них:
- «Україна в творчості Іллі Рєпіна» (монографія, Київ, 1963);
- «Художник і сучасність» (монографія, Київ, 1966);
- «Георгій В'ячеславович Якутович» (монографія, Київ, 1968);
- «Теми народної героїки» // «Искусство», 1968, № 5;
- «Героїка народного подвигу. Образи і події Великої Вітчизняної війни в українському образотворчому мистецтві» (монографія, Київ, 1970);
- «Георгій Малаков» (Київ, 1974);
- «Тема–ідея–образ. Тенденції розвитку сучасного українського образотворчого мистецтва. 1945–1972» (Київ, 1975);
- «Українське радянське мистецтво періоду громадянської війни» (1980);
- «Художник. Мистецтво. Час: Збірка вибраних авторських мистецтвознавчих статей» (Київ, 1982);
- «Крізь віки. Київ в образотворчому мистецтві 12–20 століть. Живопис. Графіка» (Київ, 1982; у співавторстві з Володимиром Підгорою);
- «Український живопис. Сто вибраних творів» (1985);
- «Мистецтво, народжене Жовтнем. 1917—1987» (1987);
- «Український живопис. Володимир Сидорук. 1925–1997. Повернення майстра: Альбом» (Київ, 2001; у співавторстві з А. А. Яненком).

Автор розділів «Монументальний живопис 1934—1941 та 1941—1967 років» в V та VI тисячоліттях в «Історії українського мистецтва» (томи 4—6, Київ, 1967—1970). Брав участь у виданні «Українська Ленініана. Живопис, скульптура, графіка» (Київ, 1970).